# Baltimore Open 1973 - Doppio
Il doppio del torneo di tennis Baltimore Open 1973, facente parte della categoria Grand Prix, ha avuto come vincitori Jimmy Connors e Clark Graebner che hanno battuto in finale Paul Gerken e Sandy Mayer 3-6, 6-2, 6-3.

## Teste di serie
1. Jimmy Connors /  Clark Graebner (Campioni)

1. Assente

## Tabellone

### Legenda
| - Q = Qualificato - WC = Wild card - LL = Lucky loser | - ALT = Alternate - SE = Special Exempt - PR = Protected Ranking | - w/o = Walkover - r = Ritirato - d = Squalificato |

|  | Quarti di finale               | Quarti di finale               | Quarti di finale               | Quarti di finale | Quarti di finale |  |  | Semifinali                   | Semifinali                   | Semifinali                   | Semifinali              | Semifinali |   |   | Finale                       | Finale                       | Finale | Finale | Finale |  |
|  |                                |                                |                                |                  |                  |  |  |                              |                              |                              |                         |            |   |   |                              |                              |        |        |        |  |
|  | 1                              | Jimmy Connors Clark Graebner   | Jimmy Connors Clark Graebner   | 7                | 6                |  |  |                              |                              |                              |                         |            |   |   |                              |                              |        |        |        |  |
|  |                                | Mike Belkin N Kalogeropoulos   | Mike Belkin N Kalogeropoulos   | 6                | 2                |  |  | Jimmy Connors Clark Graebner | Jimmy Connors Clark Graebner | Jimmy Connors Clark Graebner | 6                       | 6          |   |   |                              |                              |        |        |        |  |
|  | Steve Faulk Dick Stockton      | Steve Faulk Dick Stockton      | Steve Faulk Dick Stockton      | 7                | 6                |  |  | Steve Faulk Dick Stockton    | Steve Faulk Dick Stockton    | Steve Faulk Dick Stockton    | 1                       | 3          |   |   |                              |                              |        |        |        |  |
|  | Ian Crookenden Herb Fitzgibbon | Ian Crookenden Herb Fitzgibbon | Ian Crookenden Herb Fitzgibbon | 5                | 4                |  |  |                              |                              |                              |                         |            |   |   | Jimmy Connors Clark Graebner | Jimmy Connors Clark Graebner | 3      | 6      | 6      |  |
|  | Paul Gerken Sandy Mayer        | Paul Gerken Sandy Mayer        | Paul Gerken Sandy Mayer        | 6                | 6                |  |  |                              |                              | Paul Gerken Sandy Mayer      | Paul Gerken Sandy Mayer | 6          | 2 | 3 |                              |                              |        |        |        |  |
|  | John Paish Butch Seewagen      | John Paish Butch Seewagen      | John Paish Butch Seewagen      | 3                | 2                |  |  | Paul Gerken Sandy Mayer      | Paul Gerken Sandy Mayer      | Paul Gerken Sandy Mayer      | 6                       | 7          |   |   |                              |                              |        |        |        |  |
|  | J Pinto-Bravo Tito Vázquez     | J Pinto-Bravo Tito Vázquez     | 5                              | 6                | 6                |  |  | J Pinto-Bravo Tito Vázquez   | J Pinto-Bravo Tito Vázquez   | J Pinto-Bravo Tito Vázquez   | 4                       | 6          |   |   |                              |                              |        |        |        |  |
|  | J Fassbender Saurabh Singh     | J Fassbender Saurabh Singh     | 7                              | 3                | 4                |  |  |                              |                              |                              |                         |            |   |   |                              |                              |        |        |        |  |